# Roy Acuff

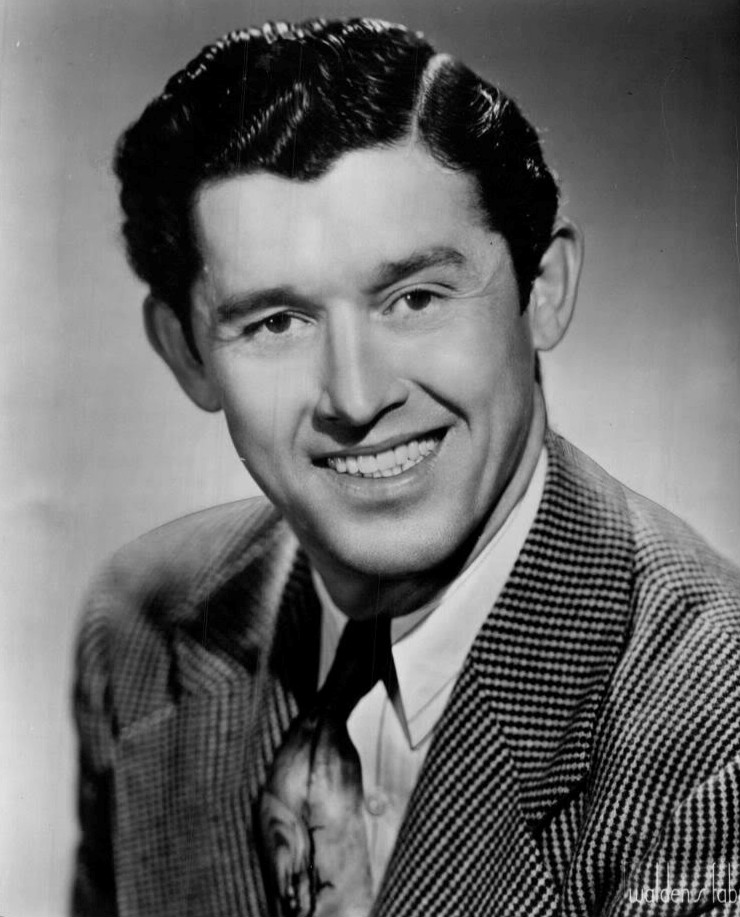
Roy Acuff (1950)

Roy Claxton Acuff (* 15. September 1903 in Maynardville, Tennessee; † 23. November 1992 in Nashville, Tennessee) war ein US-amerikanischer Countrysänger und Musikverleger. Er war einer der größten und einflussreichsten Stars der Countrymusik in der Zeit zwischen dem Tod von Jimmie Rodgers 1933 und dem Aufstieg von Hank Williams Ende der 1940er Jahre. Er verkaufte mehr als dreißig Millionen Schallplatten und wurde mit den größten Ehrungen seines Genres ausgezeichnet.

## Leben

### Anfänge
Roy Acuff, ein Sohn des Baptistenpredigers Simon E. Neill Acuff, stand am Beginn einer vielversprechenden Karriere als Profi-Baseball-Spieler, als er durch einen beim Angeln erlittenen Sonnenstich für mehrere Monate ans Bett gefesselt wurde. Notgedrungen gab er seine sportlichen Ambitionen auf und versuchte sich als Musiker. Zunächst schloss er sich einer der für diese Jahre typischen Medicine-Shows an, die von Jahrmarkt zu Jahrmarkt tingelten und mittels Musik und Show-Einlagen Gesundheitsprodukte an den Mann brachten.
1933 schloss er sich den Tennessee Crackerjacks an, die regelmäßig im Radio auftraten. Drei Jahre später nahm er einige Schallplatten auf. Darunter waren auch die Songs, die ihn wenig später berühmt machten: The Great Speckled Bird und Wabash Cannonball. Zwei Jahre später bekam er die Chance, in der Grand Ole Opry aufzutreten. Sein Auftritt war so erfolgreich, dass er für weitere Konzerte unter Vertrag genommen wurde.

### Opry-Star und Musikverleger
Roy Acuff wurde schnell zum beliebtesten Star der Grand Ole Opry. Noch heute ist sein Name nahezu untrennbar mit dieser Institution verbunden. Auch außerhalb der Countryszene wuchs seine Popularität stetig. Nach Eintritt der USA in den Zweiten Weltkrieg wurde er zu einer nationalen Symbolfigur. Ab 1944 bewarb er sich mehrmals um den Gouverneursposten von Tennessee. 
1942 gründete er mit dem Songwriter Fred Rose in Nashville den Acuff-Rose-Musikverlag, der Stars wie Hank Williams, The Everly Brothers oder Roy Orbison unter Vertrag nahm.

### Nachlassender Erfolg
Im Jahr 1948 hatte Acuff seinen letzten Top-20-Hit in den C&W-Charts. Danach ließen seine Plattenverkäufe spürbar nach, und er konzentrierte sich auf Auftritte in der Grand Ole Opry. Erst 1958 hatte er erneut einen Hit mit Once More und 1959 war er zum letzten Mal in den C&W-Charts vertreten. Mit mehreren Konzerten in Vietnam unterstützte er die dort kämpfenden GIs. Im Jahr 1972 überraschte der konservative Acuff C&W-Fans, als er sich an dem Album Will the Circle Be Unbroken der vergleichsweise unkonventionellen Nitty Gritty Dirt Band beteiligte. Die Platte hatte großen Erfolg und wurde mit Platin ausgezeichnet.

### Ehrungen und Tod
Acuff erhielt für seine Verdienste um die Plattenindustrie einen Stern auf dem Hollywood Walk of Fame und wurde 1962 als erster zu Lebzeiten in die Country Music Hall of Fame aufgenommen. Im Foyer des Ryman Auditoriums (in dem bis 1974 die Grand Ole Opry beheimatet war) steht eine Bronzeplastik, die Roy Acuff und seine Kollegin und gute Freundin Minnie Pearl auf einer Bank sitzend zeigt.
Roy Acuff starb 1992 im Alter von 89 Jahren an Herzversagen.

## Privates
Seit 1936 war Roy Acuff mit Mildred Douglas († 1981) verheiratet. Der Ehe entstammen zwei Kinder, ein Sohn und eine Tochter.

## Diskografie

### Alben
| Jahr | Titel               | Höchstplatzierung, Gesamtwochen, AuszeichnungChartplatzierungen (Jahr, Titel, Platzierungen, Wochen, Auszeichnungen, Anmerkungen) | Höchstplatzierung, Gesamtwochen, AuszeichnungChartplatzierungen (Jahr, Titel, Platzierungen, Wochen, Auszeichnungen, Anmerkungen) | Anmerkungen |
| Jahr | Titel               | US | Country | Anmerkungen |
| ---- | ------------------- | --- | --- | ----------- |
| 1974 | Back in the Country | US44 (12 Wo.)US | — |             |

### Singles
| Jahr | Titel Album                                | Höchstplatzierung, Gesamtwochen, AuszeichnungChartplatzierungen (Jahr, Titel, Album, Platzierungen, Wochen, Auszeichnungen, Anmerkungen) | Höchstplatzierung, Gesamtwochen, AuszeichnungChartplatzierungen (Jahr, Titel, Album, Platzierungen, Wochen, Auszeichnungen, Anmerkungen) | Anmerkungen                |
| Jahr | Titel Album                                | US | Country | Anmerkungen                |
| ---- | ------------------------------------------ | --- | --- | -------------------------- |
| 1944 | The Prodigal Son –                         | US13 (1 Wo.)US | Country4 (2 Wo.)Country |                            |
| 1944 | I’ll Forgive You but I Can’t Forget –      | US21 (1 Wo.)US | Country3 (7 Wo.)Country |                            |
| 1944 | Write Me Sweetheart –                      | — | Country6 (4 Wo.)Country |                            |
| 1947 | (Our Own) Jole Blon –                      | — | Country4 (6 Wo.)Country |                            |
| 1948 | The Waltz of the Wind –                    | — | Country13 (1 Wo.)Country |                            |
| 1948 | Unloved and Unclaimed –                    | — | Country15 (2 Wo.)Country |                            |
| 1948 | This World Can’t Stand Long –              | — | Country12 (1 Wo.)Country |                            |
| 1948 | Tennessee Waltz –                          | — | Country12 (1 Wo.)Country |                            |
| 1948 | A Sinner’s Death –                         | — | Country14 (1 Wo.)Country |                            |
| 1958 | Once More –                                | — | Country8 (1 Wo.)Country |                            |
| 1958 | So Many Times –                            | — | Country16 (11 Wo.)Country |                            |
| 1959 | Come and Knock (On the Door of My Heart) – | — | Country20 (3 Wo.)Country |                            |
| 1965 | Freight Train Blues –                      | — | Country45 (5 Wo.)Country |                            |
| 1971 | I Saw The Light –                          | — | Country56 (6 Wo.)Country | mit Nitty Gritty Dirt Band |
| 1974 | Back in the Country                        | — | Country51 (11 Wo.)Country |                            |
| 1974 | Old Time Sunshine Song Back in the Country | — | Country97 (3 Wo.)Country |                            |
| 1989 | The Precious Jewel –                       | — | Country87 (2 Wo.)Country | mit Charlie Louvin         |